# Rạng Đông (xã)
Rạng Đông là một xã thuộc huyện Tuần Giáo, tỉnh Điện Biên, Việt Nam.

## Địa lý
Xã Rạng Đông nằm ở phía đông bắc huyện Tuần Giáo, có vị trí địa lý:
- Phía đông giáp xã Ta Ma
- Phía tây giáp xã Mùn Chung và xã Nà Tòng
- Phía nam giáp xã Pú Nhung
- Phía bắc giáp xã Phình Sáng.

Xã Rạng Đông có diện tích 38,11 km², dân số năm 2022 là 3.997 người, mật độ dân số đạt 104 người/km².

## Hành chính
Xã Rạng Đông được chia thành 7 bản: Bon A, Bon B, Háng Á, Nậm Mu, Noong Luông, Rạng Đông, Xá Nhè.

## Lịch sử
Ngày 25 tháng 8 năm 2012, Chính phủ ban hành Nghị quyết số 45/NQ-CP về việc thành lập xã Rạng Đông trên cơ sở điều chỉnh 3.902,0 ha diện tích tự nhiên với 3.220 người và 8 bản: Món, Nậm Mu, Bon A, Bon B, Noong Luông, Háng Á, Xá Nhè, Rạng Đông của xã Phình Sáng.
Ngày 6 tháng 12 năm 2019, HĐND tỉnh Điện Biên ban hành Nghị quyết số 148/NQ-HĐND về việc sáp nhập Bản Món vào bản Nậm Mu.